# Яремина гора
Яремина гора — заповідне урочище місцевого значення. Об'єкт розташований на території Черкаського району Черкаської області, село Кононча, зліва від шляху на село Хмільна, зліва від лінії електропередачі.
Площа — 2 га, статус отриманий у 1979 році.